# Ángel Sagaz Zubelzu
Ángel Sagaz Zubelzu (* 1. März 1913 in Madrid; † 6. Mai 1974 in Jaén) war ein spanischer Diplomat.

## Leben
Ángel Sagaz Zubelzu war der Sohn von Francisca Zubelzu und Luis Sagaz, einem Rechtsanwalt.
Er heiratete 1957 Ursula Zinsel Steeger († 3. Oktober 2012).
Er studierte Rechtswissenschaft, trat in den auswärtigen Dienst ein und wurde 1945 Gesandtschaftssekretär in Helsinki.
Von 1966 bis zum 4. Februar 1972 war er Botschafter in Kairo und war bei den Regierungen in Karthum und Mogadischu akkreditiert. Die Mitgliederzahl der jüdischen Gemeinde in Ägypten sank von etwa 80.000 im Jahr 1948 auf etwa 2.500 im Jahr 1967, von welchen Gamal Abdel Nasser etwa 425 inhaftierte. Nach dem Sechstagekrieg wurde Francisco Franco gebeten, bei der Befreiung von Juden aus der ägyptischen Gefangenschaft bei Abu Zaabal zu helfen, und Ángel Sagaz Zubelzu teilte etwa 1500 spanische Reisepässe aus.
Vom 7. März 1972 bis zum 6. Mai 1974 leitete er die spanische Auslandsvertretung in Washington, D.C. und war an den Verhandlungen über einen Vertrag, der die US-Luftwaffenstützpunkte in Spanien sanktionierte, beteiligt.
| Vorgänger                        | Amt                                                                     | Nachfolger          |
| -------------------------------- | ----------------------------------------------------------------------- | ------------------- |
| Miguel María de Lojendio e Irure | Spanischer Botschafter in Kairo 1966 bis 4. Februar 1972                | Manuel Díez-Alegría |
| Jaime Arguelles                  | spanischer Botschafter in Washington, D.C. 7. März 1972 bis 6. Mai 1974 | Joaquín Cervino     |